# Melissodes raphaelis
Melissodes raphaelis är en biart som beskrevs av Cockerell 1898. Melissodes raphaelis ingår i släktet Melissodes och familjen långtungebin. Inga underarter finns listade i Catalogue of Life.